# Begonia surculigera
Espèce
Begonia surculigera est une espèce de plantes de la famille des Begoniaceae.
L'espèce fait partie de la section Diploclinium.
Elle a été décrite en 1871 par Wilhelm Sulpiz Kurz (1834-1878).

## Répartition géographique
Cette espèce est originaire des pays suivants : Inde ; Myanmar.